# カール・フリードリヒ・ゲッシェル
カール・フリードリヒ・ゲッシェル（Karl Friedrich Göschell, 1781年10月7日  - 1861年9月22日）は、ドイツの法律家、哲学者。ヘーゲル右派の人物として知られている。
ライプツィヒ大学で学んだ後、ナウムブルクの裁判所判事、マクデブルクの宗教局局長を歴任。アフォリズム形式でヘーゲル哲学とキリスト教信仰の合一を説く。主著「キリスト教的信仰認識との関係における無知と絶対知について」。信仰を充実させるためのヘーゲル哲学の解釈に勤めた。ヘーゲル左派のダーヴィト・シュトラウスには右派の筆頭として指摘されている。